# Баоди
Баоди́ (кит. упр. 宝坻, пиньинь Bǎodǐ) — район городского подчинения города центрального подчинения Тяньцзинь (КНР).

## История
Уезд Баоди (宝坻县) был создан при империи Цзинь.
С 1918 года уезд Баоди вошёл в состав провинции Чжили, в 1928 году переименованной в провинцию Хэбэй. В 1935 году при поддержке Японии в восточной части провинции Хэбэй было создано Антикоммунистическое автономное правительство Восточного Цзи, и эти земли вошли в его состав. 1 февраля 1938 года восточнохэбэйская автономия была поглощена другим прояпонским марионеточным режимом — Временным правительством Китайской Республики, который 30 марта 1940 года вошёл в состав созданной японцами марионеточной Китайской Республики.После Второй мировой войны над этими землями была восстановлена власть гоминьдановского правительства.
После образования КНР вошёл в состав Специального района Тунсянь (通县专区). В 1958 году Специальный район Тунсянь был расформирован, и уезд был передан сначала в состав Специального района Таншань (唐山专区), а в 1961 году — в состав Специального района Тяньцзинь (天津专区), который в 1967 году был переименован в Округ Тяньцзинь (天津地区). В 1973 году был передан в состав города центрального подчинения Тяньцзинь. В 2001 году уезд был преобразован в район городского подчинения.

## Административное деление
Район Баоди делится на 1 уличных комитет, 18 посёлков и 3 волости.

## Наука и образование
В районе расположен Научно-технический центр Пекин-Тяньцзинь Чжунгуаньцунь.